# Morkinskinna
Morkinskinna (isländska den murkna skinnboken) är en isländsk handskrift från slutet av 1200-talet, nu i Det Kongelige Bibliotek.
Morkinskinne innehåller norska kungasagor för perioden 1035-1157 (ursprungligen till 1177). Handskriften, som är av stor betydelse för uppfattningen av kungasagans utveckling, har bland annat utgetts av Finnur Jónsson.